# Erogene Zone

Äußere erogene Zonen des Mannes und der Frau

Eine erogene Zone (zu altgriechisch ἔρως érōs „Liebe, Begehren“ und -gen, „Begehren erzeugend“) ist ein Körperbereich, dessen geeignete Reizung bei entsprechender Lust eines Menschen dessen sexuelle Erregung hervorrufen oder steigern kann. Die Reizung dieser Bereiche ohne entsprechendes Verlangen oder die ungeeignete Reizung kann negative Gefühle bis hin zum Schmerz hervorrufen.
Je nach Individuum variiert die Empfänglichkeit bestimmter Bereiche, sie kann sich sogar auf Grund von Emotionen verändern. Die Körperzonen, die aller Wahrscheinlichkeit nach am empfänglichsten sind, lassen sich jedoch klar nennen.

## Systematik
Die erogenen Zonen lassen sich in zwei Klassen einteilen: spezifische und nicht spezifische.

### Nicht spezifische erogene Zonen

Nicht spezifische und spezifische erogene Zonen des Menschen

Die Klasse der nicht spezifischen erogenen Zonen umfasst behaarte Hautbereiche und hat eine normale Dichte an Nervenenden und Haarfollikeln. Zu diesen Zonen gehören die Seiten des Halses und das Genick, die Füße und vor allem die Fußsohlen, die Achselhöhlen und die Seiten des Brustkorbs, die Arminnenseiten, Rücken und Rückgrat insbesondere im Bereich des Kreuzbeins, die Lenden, der Bauch, das Gesäß und die Schenkel, vor allem die Oberschenkelinnenseiten. Das Gefühl, gestreichelt zu werden, und die erhöhte Erwartung weiterer Zuwendung und nahe bevorstehender Stimulation der spezifischen erogenen Zonen sind für die erhöhte Erregung verantwortlich.

### Spezifische erogene Zonen
Die Klasse der spezifischen erogenen Zonen umfasst Haut- und Schleimhautbereiche, die eine hohe Dichte an Nervenenden besitzen, und Körperbereiche, die eine direkte Stimulation empfänglicher innerer Organe des Beckenbereiches zulassen. In der Regel geht von ihnen ein wesentlich stärkeres Gefühl als von den nicht spezifischen erogenen Zonen aus. Nicht jede dieser Zonen muss bei jedem Menschen aktiv sein oder starke Erregung hervorrufen. Insofern ist es völlig falsch und reißerisch, von „Super-Orgasmus-Punkten“ zu reden, wie es diverse Frauen- und Männermagazine häufig tun. Es gibt gravierende individuelle Unterschiede bezüglich der Reaktion auf die Stimulierung einzelner erogener Zonen. Typisch für spezifische erogene Zonen sind die Schleimhautgrenzen (englisch mucocutaneous boundaries), d. h. diejenigen Zonen, an denen der Übergang von Haut zu Schleimhaut stattfindet, da hier die Nervendichte besonders hoch ist.
Zu den spezifischen erogenen Zonen gehören bei Mann und Frau der Bereich der Augen, die Ohrmuscheln, Nase und Mund (Lippen, Zunge, Mundwinkel und die gesamte Mundhöhle), Augenbrauen, Innenseite der Nasenflügel, die Haargrenze im Bereich der Stirn, der Bereich von den Fingerbeeren bis zu den Handinnenflächen, die Achselhöhlen, der Bereich des Damms und der Anus; eher bei der Frau, seltener bei Männern die Brusthügel, die Warzenhöfe und die Brustwarzen.

#### Beim Mann
Beim Mann zusätzlich Penis (insbesondere die mukokutane Grenze der Vorhaut – genannt gefurchtes Band, die innere Vorhaut, das Vorhautbändchen, der untere Eichelrand sowie die Eichel selbst) und Hodensack.

#### Bei der Frau
Bei der Frau zusätzlich der Venushügel mit den großen und kleinen Schamlippen, die Klitoris (als „C-Punkt“), im Scheidenvorhof insbesondere der Bereich der Harnröhrenöffnung (als „U-Punkt“), im Bereich der Scheide insbesondere in der Scheidenvorderwand der Bereich in der Nähe der oberen Harnröhre, Gräfenberg-Zone oder „G-Punkt“ genannt, der Bereich im Scheidengewölbe in der Nähe des Gebärmutterhalses – „A-Punkt“ – und der Muttermund.

## Erogene Zonen und die sexuelle Praxis
Nicht nur die speziellen erogenen Zonen, sondern die gesamte Körperoberfläche des Menschen kann (z. B. durch Streicheln) erogen wirken. Auf Grund der Individualität jedes einzelnen Menschen gibt es für die sexuelle Praxis kaum universell geltende Gebrauchsanweisungen, sondern nur gewisse Grundregeln. Es gibt keine erogenen Zonen, die jederzeit zwangsläufig zu einer tiefen sexuellen Befriedigung führen, auch nicht G-Punkt, A-Punkt, C-Punkt oder U-Punkt.
Die meisten sexuellen Praktiken enthalten eine Reizung der erogenen Zonen, z. B. der Kuss, der Geschlechtsverkehr, Petting oder die Masturbation.

## Alternative Meinungen
Die erogenen Zonen von Mann und Frau sind weitgehend identisch.
Die Scheidenschleimhaut selbst besitzt verhältnismäßig wenig Nervenenden. Die sexuelle Stimulierung beim Geschlechtsverkehr geht daher vor allem von der Reizung der Klitoris aus. Die Wirkung von Vaginalkugeln (Rin-no-tama) geht beispielsweise von dem Bewusstsein, sie zu tragen, und von den Vibrationen am Muttermund aus.
Nach der Triebtheorie von Sigmund Freud besitzen Menschen bereits ab dem Säuglingsalter einen Sexualtrieb und befriedigen diesen durch die Stimulation ihrer erogenen Zonen, zunächst der oralen (Lutschen, Nuckeln), später auch der analen und der genitalen Zonen (siehe auch: Infantile Sexualität nach Freud). Mittlerweile wird das Triebkonzept nur noch vereinzelt in der wissenschaftlichen Literatur verwendet. Freuds Triebtheorie wird bis heute sehr kontrovers diskutiert. Innerhalb der Psychoanalyse hat die Objektbeziehungstheorie gegenüber der Triebtheorie an Bedeutung gewonnen, die realen und phantasierten zwischenmenschlichen Beziehungen eine eigenständige, über das Triebobjekt hinausgehende, Bedeutung zuschreibt.